# Dana Gourrier
Dana Michelle Gourrier (New Orleans, 31 luglio 1979) è un'attrice statunitense.
È nota per aver preso parte alle pellicole Django Unchained e The Hateful Eight, entrambe dirette da Quentin Tarantino.

## Carriera
Dana Gourrier, nativa di New Orleans, ha iniziato a recitare in teatro in giovane età. Ha conseguito un BFA in Performance Art presso l'UL Lafayette e un MFA in recitazione presso l'Institute of the Arts della California. Ha esordito in varie serie televisive come True Detective, American Horror Story e Togheterness, giusto per citarne alcuni. Al cinema si è cimentata in vari ruoli in film come Jimmy Bobo - Bullet to the Head, Broken City e The Butler - Un maggiordomo alla Casa Bianca. Attualmente vive a Los Angeles, in California.

## Filmografia

### Attrice

#### Cinema
- Jimmy Bobo - Bullet to the Head (Bullet to the Head), regia di Walter Hill (2012)
- Django Unchained, regia di Quentin Tarantino (2012)
- Broken City, regia di Allen Hughes (2013)
- From the Rough, regia di Pierre Bagley (2013)
- The Butler - Un maggiordomo alla Casa Bianca (Lee Daniels' The Butler), regia di Lee Daniels (2013)
- Desiree, regia di Ross Clarke (2015)
- Contagious - Epidemia mortale (Maggie), regia di Henry Hobson (2015)
- The Runner, regia di Austin Stark (2015)
- The Hateful Eight, regia di Quentin Tarantino (2015)
- Midnight Special - Fuga nella notte (Midnight Special), regia di Jeff Nichols (2016)
- Una doppia verità (The Whole Truth), regia di Courtney Hunt (2016)
- Kidnap, regia di Luis Prieto (2017)
- Heart, Baby, regia di Angela Shelton (2017)
- Diverso come me (Same Kind of Different as Me), regia di Michael Carney (2017)
- The Domestics, regia di Mike P. Nelson (2018)
- Gli Stati Uniti contro Billie Holiday (The United States vs. Billie Holiday), regia di Lee Daniels (2021)

#### Televisione
- La festa (peggiore) dell'anno (Worst. Prom. Ever.), regia di Dan Eckman – film TV (2011)
- Treme – serie TV, 2 episodi (2011)
- Memphis Beat – serie TV, 1 episodio (2011)
- Hide - Segreti sepolti (Hide), regia di John Gray – film TV (2011)
- Common Law – serie TV, 1 episodio (2012)
- Haunted High, regia di Jeffery Scott Lando – film TV (2012)
- Ricordami ancora (Remember Sunday), regia di Jeff Bleckner – film TV (2013)
- American Horror Story – serie TV, 5 episodi (2013)
- Christmas on the Bayou, regia di Leslie Hope – film TV (2013)
- Ravenswood – serie TV, 1 episodio (2014)
- True Detective – serie TV, 6 episodi (2014)
- Red Band Society – serie TV, 2 episodi (2014)
- The Astronaut Wives Club – serie TV, 4 episodi (2015)
- Togheterness – serie TV, 6 episodi (2015-2016)
- StartUp – serie TV, 1 episodio (2016)
- Superstore – serie TV, 1 episodio (2016)
- The Arrangement – serie TV, 2 episodi (2017)
- GLOW – serie TV, 1 episodio (2018)
- Cagney and Lacey, regia di Rosemary Rodriguez – film TV (2018)
- Evil – serie TV, 4 episodi (2022-2024)

### Doppiatrice
- Detroit: Become Human – videogioco (2018)
- Califia and the Timeless Sentries – serie TV (2018-in corso)

### Regista
- In Confidence – cortometraggio (2018)

## Doppiatrici italiane
Nelle versioni in italiano delle opere in cui ha recitato, Dana Gourrier è stata doppiata da:
- Alessandra Cassioli in The Butler - Un maggiordomo alla Casa Bianca, True Detective, Midnight Special
- Daniela Abruzzese in American Horror Story
- Francesca Guadagno in Ricordami ancora
- Daniela D'Angelo in Memphis Beat
- Marina Thovez in La festa (peggiore) dell'anno
- Anna Cugini in The Hateful Eight
- Ilaria Giorgino in Django Unchained
- Giulia Greco in Jimmy Bobo - Bullet to the Head
- Rachele Paolelli in The Domestics
- Ilaria Latini in Gli Stati Uniti contro Billie Holiday

Nei prodotti a cui partecipa come doppiatore, in italiano è stato sostituito da:
- Lorella De Luca in Detroit: Become Human